# Кросспроцесс

Фотография, подвергнутая кросспроцессингу E6 → C41

Кросспроцесс или кросспроцессинг — фотографическая обработка одного типа плёнки по другому стандарту. Чаще всего таким образом проявляют негативную цветную плёнку (процесс C-41) как цветную обращаемую плёнку (процесс E-6) и наоборот.
Проявка плёнки по кросспроцессу позволяет получить необычные цветовые эффекты без использования компьютерной обработки изображений.
В некоторых графических приложениях для компьютера есть возможность симуляции изображения, получаемого в результате кросспроцесса. Например, в известном приложении Photoshop это заложено в меню Curves.